# Listra
Listra (in lat.: Lystra, in greco: Λύστρα) fu una città dell'Asia Minore nel territorio oggi facente parte della provincia di Konya in Turchia. Essa è citata sei volte nel Nuovo Testamento e fu visitata alcune volte da San Paolo, insieme all'apostolo Barnaba o a Sila.

## Posizione
Listra è posta circa 30 km a sud della città di Konya (l'antica Iconium) ed a nord del villaggio di Hatunsaray, a circa 15 km a nord della piccola città chiamata Akören. L'identificazione di Listra con una collinetta situata a 500 m da Hatunsaray fu fatta nel 1860 in base al rinvenimento di una lapide oggi conservata al Museo di Konya. Un piccolo museo ad Hatunsaray espone prodotti artigianali dell'antica Listra.
Listra non va confusa con Kilistra, che fu fondata da cittadini di Listra ma è una località distinta benché vicina (presso il villaggio di Gökyurt).Ci sono rovine di una chiesa con una grande croce disegnata sul muro, di un'osteria, di costruzioni a scopo abitativo e rovine di una città sita sulla sommità di una collina che è chiamata dalla popolazione locale Alusumas, dal greco (άγίασμα) cioè “ fonte sacra”, ove si trovano rovine di un'altra chiesa. Secondo la popolazione locale la città fu costruita sul colle per celarsi alla vista dei nemici in Anatolia. Non sono ancora stati iniziati scavi.
Listra è sita sull'antica via Reale di Persia.

## Storia
La città di Listra ha forse origini ittite sotto il nome di "Lusna"; ci sono comunque segni di insediamenti umani fin dall'età del rame.
L'Impero romano fece di Listra una colonia nel 9 a.C. con il nome di Colonia Iulia Felix Gemina Lystra, probabilmente per acquisire un miglior controllo delle tribù delle montagne occidentali. Successivamente fu inclusa nella provincia romana della Galazia e subito dopo i romani costruirono una strada che la collegava a Konya. Peraltro, negli Atti degli Apostoli si afferma che nel I secolo d.C. a Listra si parlava la lingua licaonica (forse un particolare dialetto greco).
San Paolo la visitò nel 48 e poi nel 51, nel corso rispettivamente del suo primo e poi secondo viaggio missionario.

Nel periodo cristiano Listra fu sede vescovile ed è tuttora una sede titolare di vescovado cattolico.
Sotto l'impero bizantino, Listra perse la sua antica importanza, anche se viene citata come sede vescovile fino al XII secolo. Gli abitanti si trasferirono in parte in una nuova città più difendibile, che prese il nome di Kilistra. Da una cronaca turca minore, si apprende che la città di Listra venne distrutta nell’estate del 1402 dalle truppe di Tamerlano.

### Le visite di San Paolo
San Paolo predicò il Vangelo a Listra dopo che dovette allontanarsi da Konya a seguito di una persecuzione.  Qui Paolo guarì un paralitico dalla nascita. Il paralitico si alzò e cominciò a camminare, il che impressionò talmente gli astanti che presero Paolo per Ermes, poiché egli era il primo oratore, ed il suo compagno Barnaba per Zeus. La folla parlava nel linguaggio della Licaonia e voleva offrire loro sacrifici , ma Paolo e Barnaba si strapparono le vesti urlando alla folla che loro erano uomini normali. Essi colsero questa opportunità per predicare di Dio Creatore ai Listratesi. Presto, tuttavia, sotto l'influenza dei capi degli Ebrei di Antiochia di Pisidia e di  Iconio, la folla prese Paolo a sassate lasciandolo a terra come morto. Non appena i discepoli si raccolsero intorno a lui, Paolo si alzò e tornò in città. Il giorno successivo Paolo e Barnaba partirono per Derbe ma sulla via del ritorno del loro viaggio ripassarono per Listra fermandovisi per incoraggiare i discepoli alla fermezza.
Una leggenda riportata dal poeta Ovidio può far luce sul contesto dell'episodio menzionato negli Atti. Ovidio scrive che Zeus ed Hermes vagavano per le colline della Frigia sotto sembianze umane. Chiesero ospitalità in un migliaio di case, ma furono respinti da tutti. Solo Filemone e sua moglie Bauci, una coppia anziana, li accolsero nella loro umile capanna. Di conseguenza Zeus ed Hermes trasformarono quella abitazione in un tempio di marmo e oro, costituendo i due coniugi sacerdote e sacerdotessa, e distrussero le case di tutti coloro che erano stati inospitali. “Se gli abitanti di Listra ripensarono a tale leggenda quando Paolo e Barnaba sanarono lo zoppo”, afferma un commentario biblico (The Book of Acts in Its Graeco-Roman Setting), “non sorprende che volessero dare loro il benvenuto offrendo sacrifici”.
Paolo visitò nuovamente la città nel suo secondo viaggio di missione. Timoteo, un suo giovane discepolo, era stato probabilmente testimone della precedente visita di Paolo, della sua persecuzione e del suo coraggio. Timoteo, originario di quella città, divenne compagno di missione di Paolo nel suo secondo viaggio, insieme a Sila.  È anche possibile che Paolo abbia rivisitato ancora Listra durante il suo terzo viaggio di missione.
Diversamente da altre città visitate da Paolo, Listra non aveva apparentemente una sinagoga, nonostante che Timoteo, sua madre e sua nonna fossero ebraiche..  Forse per la prima volta nel suo viaggio di missione Paolo si avvicinò ai pagani direttamente con il Vangelo di Cristo senza passare attraverso il terreno comune dell'ebraismo.

## Struttura della città
Una scansione laser della collina di Zoldera, effettuata nel 2004, ha rivelato la presenza di un'acropoli, di mura, di una basilica bizantina probabilmente costruita sopra un preesistente tempio di Zeus. Nella zona c'è anche un'estesa necropoli di età imperiale .